# Palladianismus

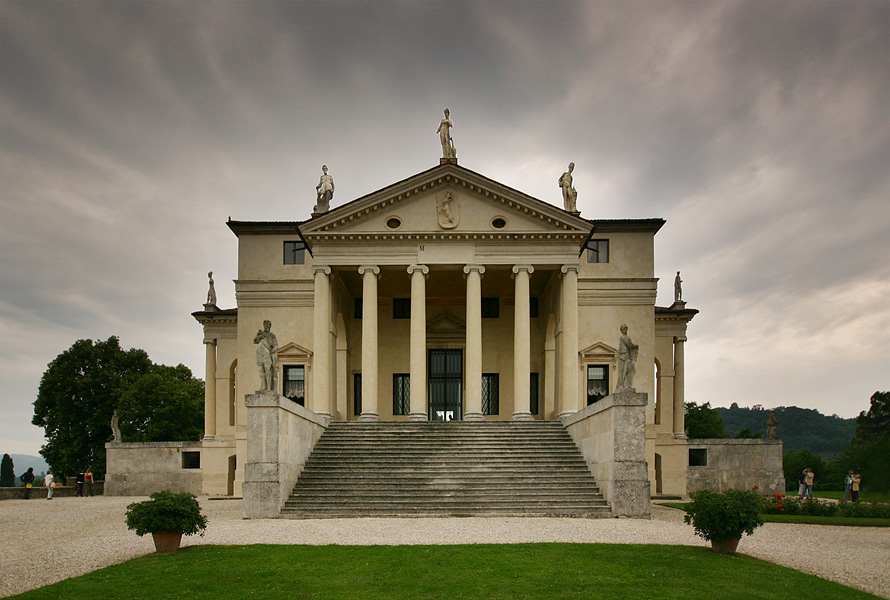
Die von Andrea Palladio 1567 entworfene Villa La Rotonda bei Vicenza

Palladianismus bezeichnet einen klassizistisch geprägten Baustil, der sich am Werk des Architekten Andrea Palladio (1508–1580) und seiner Nachfolger wie Vincenzo Scamozzi orientiert. Palladio entwarf und baute um die Mitte des 16. Jahrhunderts Paläste und Villen in Venetien sowie Kirchen in der Stadt Venedig selbst. Großen Einfluss auf die Nachwelt übte er zudem mit dem architekturtheoretischen Werk I quattro libri dell’architettura aus, das im Jahr 1570 in Venedig erschien. Palladio orientierte sich an Bau- und Dekorformen der antiken Römischen Architektur, die er oft frei abwandelte; englische Architekten seit Inigo Jones (1573–1652) orientierten sich wiederum an Palladios Entwürfen.

## Stilmerkmale

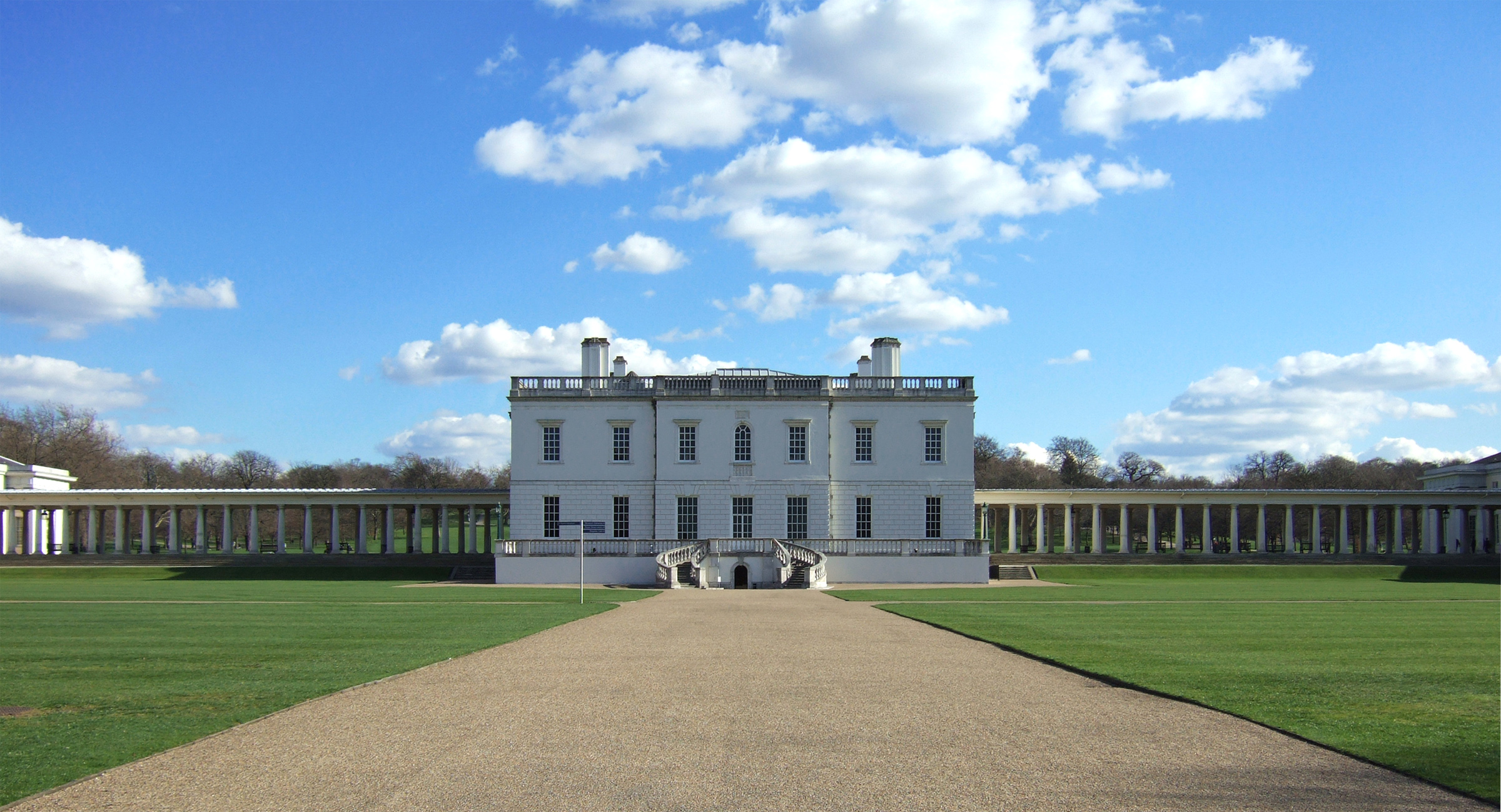
Inigo Jones entwarf 1616 das Queen’s House in Greenwich.

Aufgrund ihrer vergleichsweise klaren Formgebung, einfacher Kompositionsprinzipien und gut fassbarer Regeln fand eine Architektur nach dem Vorbild Palladios seit dem 17. Jahrhundert weite Verbreitung. Dazu trugen besonders die Quattro libri bei, die 1715 durch den in England arbeitenden Giacomo Leoni ins Englische übersetzt wurden. Selbst Laien und Liebhaberarchitekten konnten sich mit Erfolg an Entwürfen in Palladio-Art versuchen. Vor allem in den protestantischen Ländern Nord- und Westeuropas prägte der Palladianismus das Architekturgeschehen. Er grenzt sich durch strengere, klassizistischere Formen vom als „katholisch“ empfundenen römischen Barock ab und ist damit eine Spielart des Klassizistischen Barock. Im Gegensatz zum süd- und mitteleuropäischen Hochbarock und Rokoko kennt der Palladianismus kein konkav-konvexes Fassadenrelief, keine triumphale Aufgipfelung und keine bewegten Umrisse. Charakteristisch ist für den Palladianismus eine klare, betont antikisierende Verwendung der klassischen Bauformen, etwa durch Tempelfronten und Kolossalordnungen. Oft wird bei Wandöffnungen das Palladio-Motiv verwendet, bei dem eine höhere mittlere Bogenstellung von zwei schmalen, gerade abschließenden Öffnungen flankiert wird.

## Verbreitung

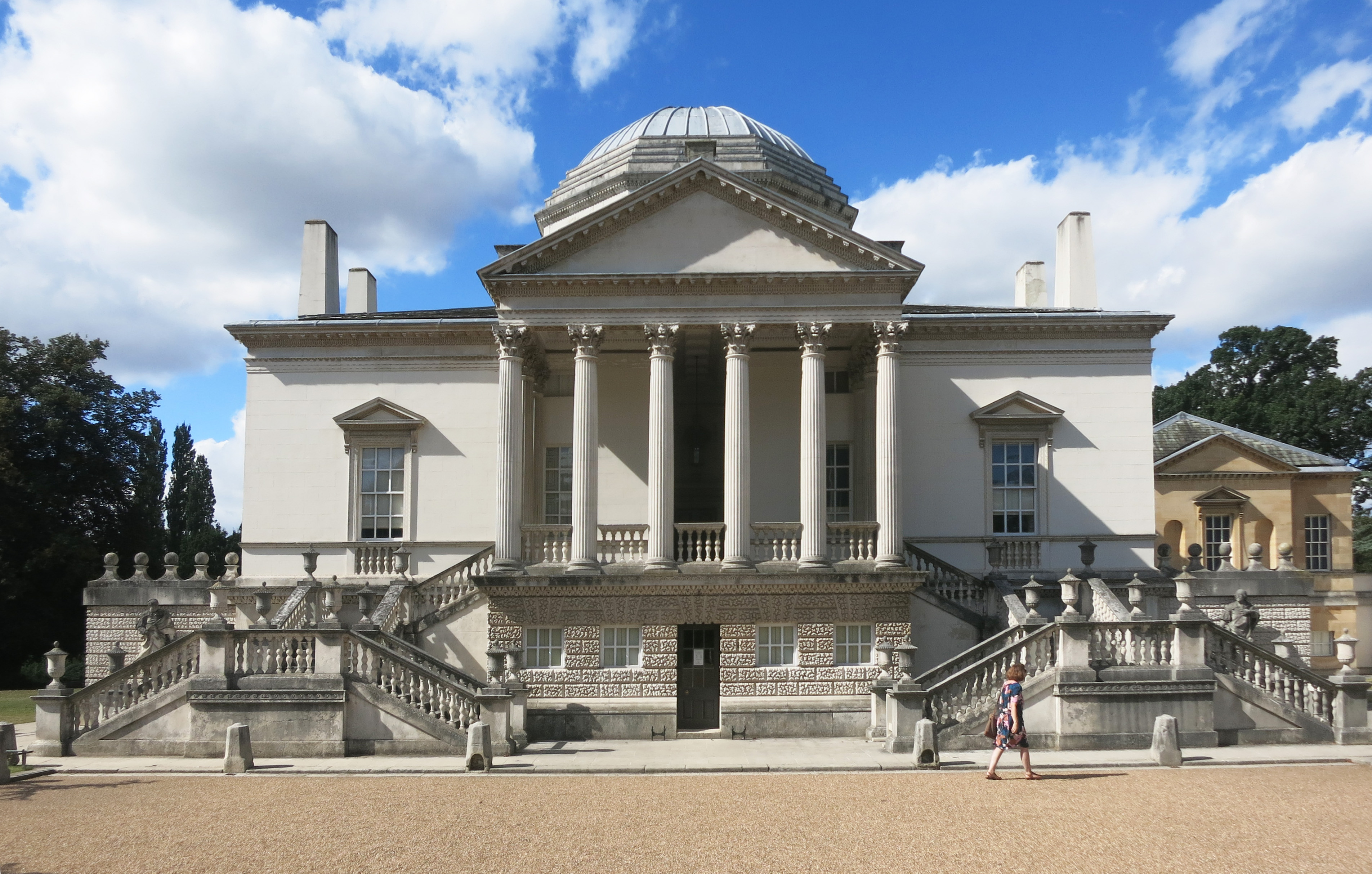
Chiswick House, London (ab 1715)

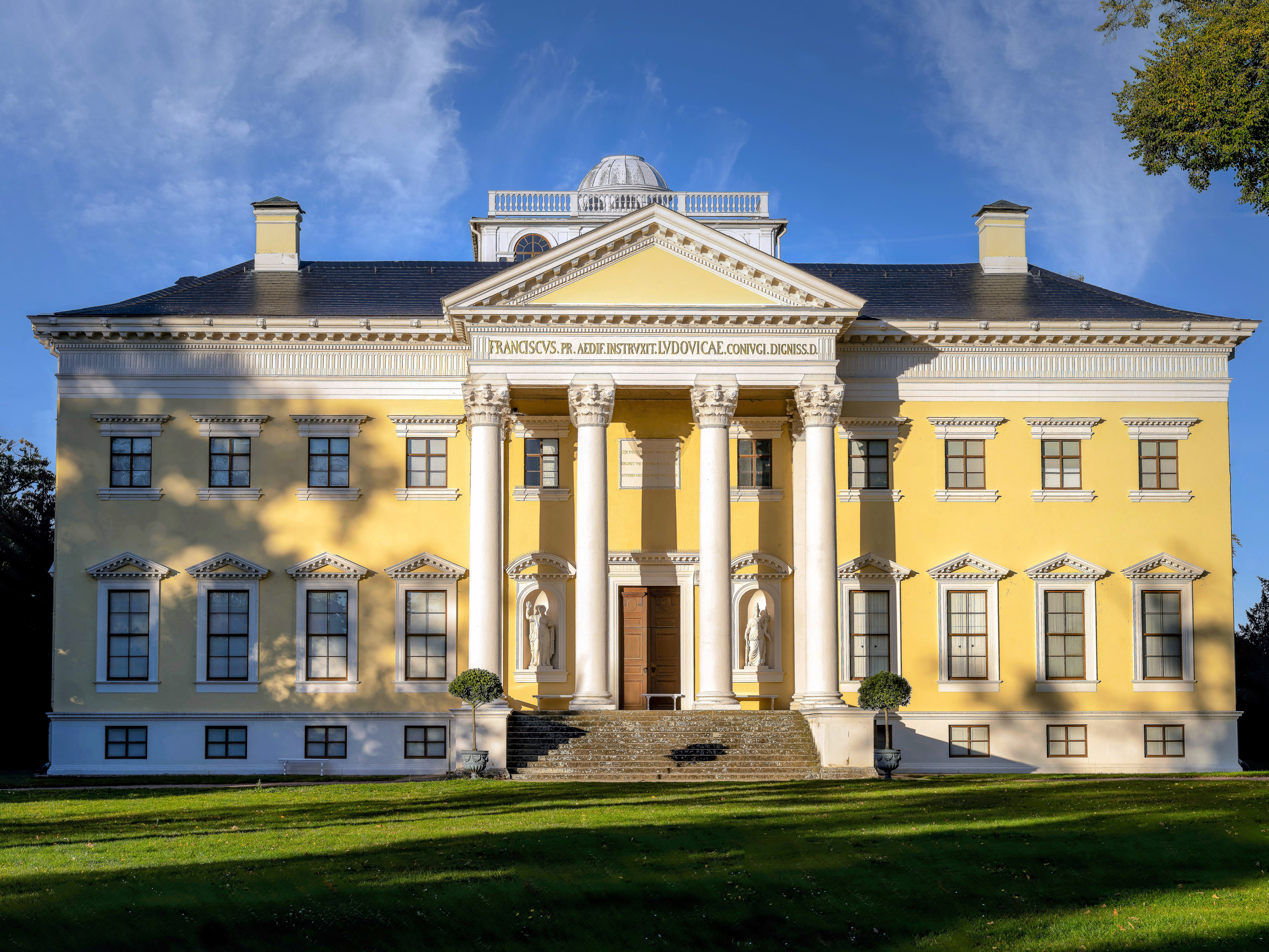
Schloss Wörlitz (ab 1769)

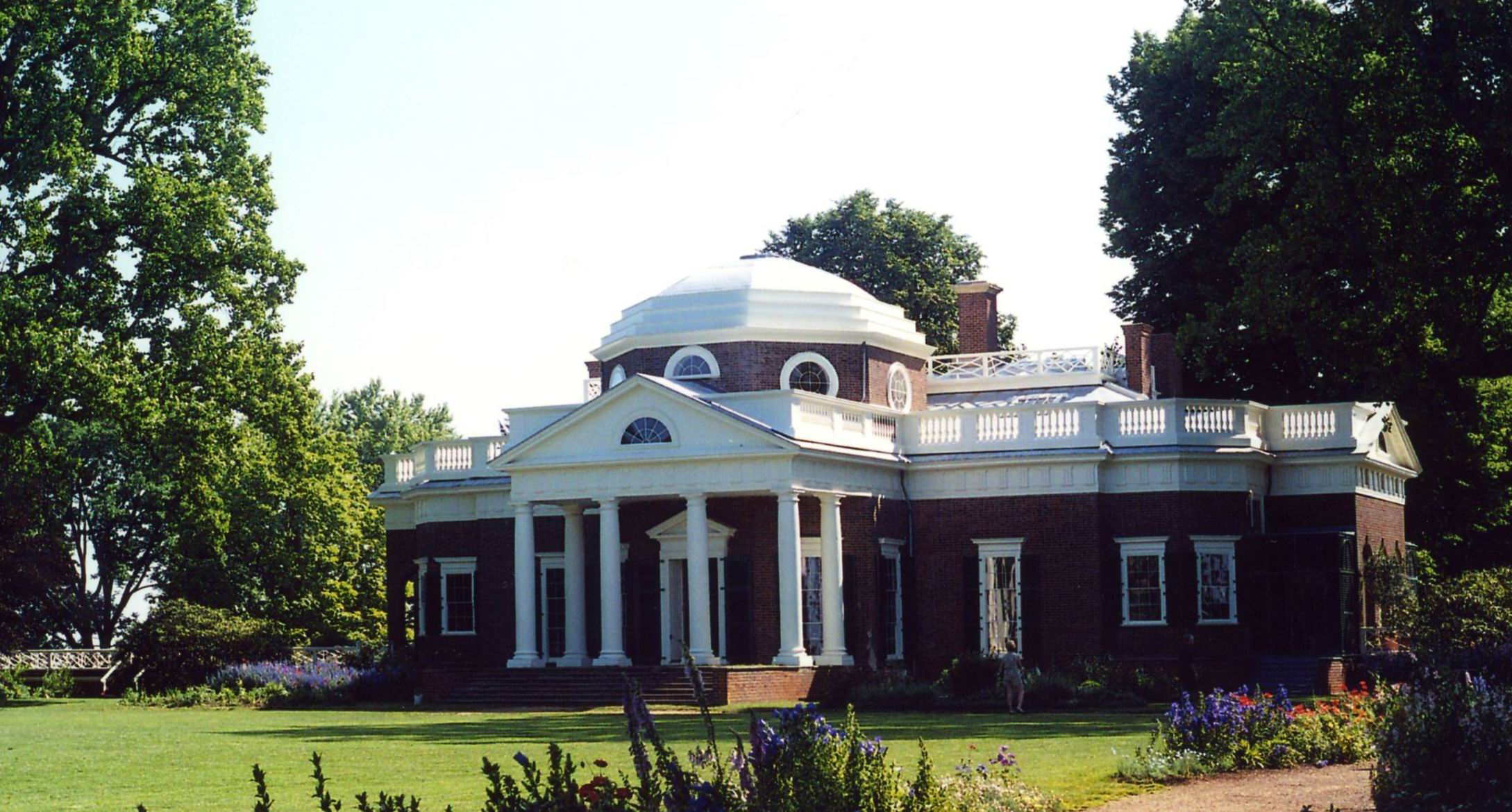
Das als palladianische Villa errichtete Herrenhaus von Monticello, dem Landsitz Thomas Jeffersons (ab 1768)

Ausgehend von Italien beeinflusste der palladianische Stil ab dem 17. Jahrhundert auch die Baukunst in den protestantischen Ländern Nordwesteuropas und Amerikas. Im England des frühen 17. Jahrhunderts wurde er vor allem durch die Bauten von Inigo Jones (1573–1652) bekannt. Dazu gehören unter anderem das Banqueting House in London und das Queen’s House in Greenwich, letzteres nach dem Vorbild von Giuliano da Sangallos Villa Medici in Poggio a Caiano (Toskana). In der Zeit der Spätrenaissance, als Englands Neubauten noch von der elisabethanischen Architektur und deren Weiterentwicklung, der jakobinischen Architektur geprägt wurden, erschienen die Formen des Banqueting House, das bereits den klassizistischen Barock ankündigt, und des Queen’s House, das den Startschuss für den angelsächsischen Palladianismus setzt, den Zeitgenossen als revolutionär. Jacob van Campen (1596–1657) gilt als Begründer des Palladianismus in den Niederlanden.
Im frühen 18. Jahrhundert griffen liberale Landbesitzer auf palladianische Villen-Modelle zurück, so der Earl of Burlington mit Chiswick House, einer ziemlich getreuen Nachempfindung der Villa Rotonda in Vicenza, die Palladio um 1566 erbaut hatte und die der junge Architekt William Kent gemeinsam mit Burlington 1720–30 in Chiswick an der Themse nahe London errichtete. Die klare, an der Antike geschulte Formensprache Palladios gewann vor allem in der angelsächsischen Welt Vorrang gegenüber dem französischen oder italienischen Spätbarock und dem vor allem mitteleuropäischen Rokoko. Vorherrschend wurde in England und seinen Kolonien die Georgianische Architektur, deren Fassaden und Fensterformen ihr Vorbild ebenfalls in Inigo Jones’ Queen’s House in Greenwich haben und die gegenüber anderen Spielarten des klassizistischen Barock ins Schlichtere reduziert wirkt. Auch die englische Literatur wurde zeitgleich vom Geist der Antike beeinflusst, indem etwa der Schriftsteller Alexander Pope klassische Autoren wie Horaz, Vergil und Homer übersetzte und sie als literarische Vorbilder empfahl.
Von Bedeutung wurden palladianische Motive auch im kontinentaleuropäischen „stilreinen“ Klassizismus, der die Motive des klassizistischen Barock hinter sich ließ. In Deutschland orientierte sich etwa Schloss Wörlitz, das ab 1769 Friedrich Wilhelm von Erdmannsdorff für den Fürsten Leopold III. Friedrich Franz von Anhalt-Dessau errichtete, an Palladio und an englischen Vorbildern des Palladianismus. Wörlitz markiert zugleich den Beginn der klassizistischen Architektur sowie des englischen Landschaftsgartens in Deutschland.
Ideen Palladios wirkten auch in Frankreich, insbesondere auf die sogenannte Revolutionsarchitektur. In der Folge beeinflusste der Palladianismus die Entwicklung der amerikanischen Kolonialform des georgianischen Stils, einer aufs Schlichte reduzierten Version des klassizistischen Barock. Parallel zum europäischen Klassizismus entstand nach dem Amerikanischen Unabhängigkeitskrieg eine Variante, die man Federal Style nennt. In den jungen USA, deren Gründergeneration die Römische Republik als Vorbild ihres neuen Staates sah, fielen palladianische Ideen daher auf fruchtbaren Boden. Beispiele dafür sind die von Thomas Jefferson entworfenen Bauten für seinen Landsitz Monticello (Virginia) und die University of Virginia, deren Hauptgebäude die Form des Pantheon (Rom) aufnahm. Das Virginia State Capitol wurde nach Vorbildern römischer Tempel entworfen. In den USA bezeichnet man diese ursprünglich englische Spielart des Klassizismus als Greek Revival, da die antike Römische Architektur, zumindest bei Tempeln, im Wesentlichen eine Übernahme der Griechischen Architektur darstellt. In den Südstaaten der jungen Vereinigten Staaten zählten Palladianismus und Greek Revival zu den Spielarten der sogenannten Antebellum-Architektur, die vom Klassizismus bis zur Neugotik reicht.
In München errichtete Karl von Fischer in den Jahren 1804–1806 das Prinz-Carl-Palais im Stil des Frühklassizismus, angelehnt an den von ihm bewunderten Palladio.
In der Gegenwart hat der Brite Quinlan Terry viel beachtete palladianische Villen und Landhäuser entworfen.

## Vertreter

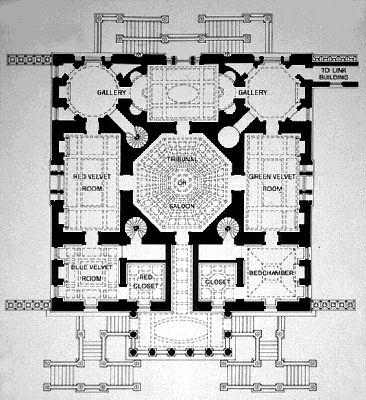
Grundriss von Chiswick House des Earl of Burlington

Zu den Architekten, die dem Palladianismus zugerechnet werden, zählen:
- Inigo Jones (1573–1652)
- John Webb (1611–1672), Schwiegersohn und Assistent von Inigo Jones
- Roger Pratt (1620–1684)
- Colen Campbell (1676–1729)
- William Kent (1685–1748)
- Matthew Brettingham (1699–1769)
- Richard Boyle, 3. Earl of Burlington (1694–1753)
- Alessandro Galilei (1691–1737),
- Edward Lovett Pearce (1699–1733)
- Friedrich Wilhelm von Erdmannsdorff (1712–1800)
- Thomas Jefferson (1743–1826)
- James Hoban (um 1762–1831)
- Roger Morris (1695–1749)
- Quinlan Terry (1937)